# Gömma nyckel
Gömma nyckel är en barnlek där en person gömmer en nyckel (eller något annat objekt) i ett rum och de andra deltagarna får leta efter den. På förfrågan ges en ledtråd – fågel, fisk eller mittemellan – för på vilken höjd nyckeln är gömd. Under lekens gång kan gömmaren också ge ledtrådar på en temperaturskala där kallt betyder att sökaren är långt ifrån nyckeln och varmt att den är nära. När någon är riktigt nära att hitta nyckeln kan gömmaren säga att det bränns.